# Ghiacciaio Garfield
Il ghiacciaio Garfield (in inglese Garfield Glacier) è un ghiacciaio lungo circa 10 km situato sulla costa di Hobbs, nella parte occidentale della Terra di Marie Byrd, in Antartide. Il ghiacciaio, il cui punto più alto si trova 204 m s.l.m., fluisce tra le scogliere Peden e punta Cox fino ad entrare nella parte orientale della baia di Hull.

## Storia
Il ghiacciaio Garfield è stato mappato dallo United States Geological Survey grazie a ricognizioni terrestri dello stesso USGS e a fotografie aeree scattate dalla marina militare statunitense nel periodo 1959-65; esso è stato poi così battezzato dal Comitato consultivo dei nomi antartici in onore di Donald E. Garfield, che ha partecipato alle attività di trivellazione della calotta glaciale svolte presso la stazione Byrd nel periodo 1967-68.